# Chloroscombrus
Chloroscombrus is een geslacht van straalvinnige vissen uit de familie van horsmakrelen (Carangidae). Het geslacht is voor het eerst wetenschappelijk beschreven in 1858 door Girard.

## Soorten
- Chloroscombrus chrysurus (Linnaeus, 1766) – Bijlhorsmakreel
- Chloroscombrus orqueta (Jordan & Gilbert, 1883)